# بیسل
بیسل (به هلندی: Beesel) یک شهرستان در هلند است که در لیمبورخ واقع شده‌است. بیسل ۲۵ متر بالاتر از سطح دریا واقع شده‌است.